# On My Way to You
On My Way to You är ett musikalbum från 2006 av jazzsångerskan Rigmor Gustafsson med musik av Michel Legrand.

## Låtlista
1. The Summer Knows (Michel Legrand/Alan & Marilyn Bergman) – 4:31
2. Windmills of Your Mind (Michel Legrand/Alan & Marilyn Bergman) – 4:25
3. How Do You Keep the Music Playing (Michel Legrand/Alan & Marilyn Bergman) – 6:01
4. After the Rain (Michel Legrand/Alan & Marilyn Bergman) – 2:54
5. Love Makes the Changes (Michel Legrand/Alan & Marilyn Bergman) – 4:40
6. Once Upon a Summertime (Michel Legrand/Eddie Barclay/Johnny Mercer) – 3:06
7. Where's the Love (Michel Legrand/Alan & Marilyn Bergman) – 3:16
8. On My Way to You (Michel Legrand/Alan & Marilyn Bergman) – 2:58
9. Watch What Happens (Michel Legrand/Jacques Demy/Norman Gimbel) – 4:14
10. The Way He Makes Me Feel (Michel Legrand/Alan & Marilyn Bergman) – 2:48
11. What Are You Doing the Rest of Your Life? (Michel Legrand/Alan & Marilyn Bergman) – 5:55
12. One at a Time (Michel Legrand/Alan & Marilyn Bergman) – 2:57
13. I Was Born in Love With You (Michel Legrand/Alan & Marilyn Bergman) – 4:27
14. You Must Believe in Spring (Michel Legrand/Alan & Marilyn Bergman) – 4:09
15. La valse des lilas (Michel Legrand/Eddie Barclay/Eddy Marnay) – 3:05

## Medverkande
- Rigmor Gustafsson – sång
- Jonas Östholm – piano, Hammond B3
- Christian Spering – bas
- Johan Löfcrantz Ramsay – trummor, slagverk
- Daniel Tilling – piano, Wurlitzer
- Thobias Gabrielsson – elbas
- Martin Höper – bas
- Jonas Holgersson – trummor
- Tino Derado – accordion, piano
- Magnum Coltrane Price – sång
- Magnus Lindgren – tenorsaxofon, barytonsaxofon
- Nils Landgren – trombon

## Listplacering
| Lista (2006) | Topplacering |
| ------------ | ------------ |
| Sverige      | 12           |

### Fotnoter
1. ↑  Svensk mediedatabas
2. ↑  ”Listplacering”. http://hitparad.se/showitem.asp?interpret=Rigmor+Gustafsson&titel=On+My+Way+To+You&cat=a. Läst 21 augusti 2011.